# Kærlighed og Mobilisering
Kærlighed og Mobilisering er en dansk film fra 1915.

## Medvirkende
- Frederik Buch – Fuldmægtig Bømler
- Henny Lauritzen – Enkefrue Siversen
- Helen Gammeltoft – Julie, enkefruens datter
- Gunnar Sommerfeldt – Hansen, Julies forlovede
- Ingeborg Bruhn Bertelsen
- Ingeborg Olsen
- Ebba Lorentzen